# Mutlu Akpınar
Mutlu Akpınar (* 1. Februar 1983 in Aydın) ist ein türkischer Basketballspieler.

## Werdegang
Akpınar wuchs wie sein jüngerer Bruder İsmet Akpınar in Deutschland auf. Er betrieb in Hamburg die Kampfsportart Taekwondo, wurde während eines Ferienaufenthalts in der Türkei 13-jährig aufgrund seiner Körpergröße von einem Basketballagenten angesprochen und auf diese Weise für die Sportart gewonnen, nachdem er in Deutschland zuvor Basketball nur gelegentlich im Schulsport ausgeübt hatte.
Akpınar spielte im Nachwuchs des Vereins Muratpaşa Belediyespor in der Stadt Antalya. Er wurde türkischer Jugendnationalspieler, kam in den Altersklassen U16, U18 und U20 zu Länderspielen. 1999 gewann er mit der Türkei bei der U16-Europameisterschaft die Bronzemedaille.
Während der Spielzeit 2000/01 gab er für Türk Telekomspor seinen Einstand in der höchsten türkischen Liga und spielte zunächst bis 2010 für die Mannschaft. 2008 errang Akpınar mit Türk Telekomspor den türkischen Pokalwettbewerb und 2009 den Supercup.
Mit der türkischen Nationalmannschaft nahm er 2009 an den Mittelmeerspielen teil und gewann Bronze. In der türkischen Liga wechselte Akpınar 2010 zu Banvit BK. Bis zum Zeit seiner Laufbahn als Erstligaspieler im Jahr 2017 stand er unter anderem von 2012 bis 2014 bei Gaziantep Basketbol unter Vertrag und erreichte für die Mannschaft im Spieljahr 2012/13 mit 14,1 Punkten je Begegnung den besten Durchschnitt seiner Zeit in der türkischen Liga. Zwischen 2014 und 2016 spielte Akpınar erneut für Türk Telekomspor. Insgesamt bestritt er 425 Erstligaspiele in der Türkei, in denen er im Durchschnitt 5,7 Punkte erreichte. Während seiner Laufbahn trat er an mehreren Europapokalwettbewerben teil.
2017 zog sich Akpınar in die zweite Liga zurück.